# Variacions sobre un tema de «La flauta màgica» de Mozart
Introducció i Variacions sobre un Tema de la Flauta Màgica, op. 9, és el títol d'una de les obres més conegudes per a repertori guitarrístic de Ferran Sor. Va ser dedicada al germà del compositor Carles i va ser publicada per primera vegada el 1821.

## Context
Durant la seva estada a París des de 1813 fins a 1815 i durant la seva estada Londres des de 1815 fins al 1822, Ferran Sor produeix la seva major part de l'obra. Per exemple el ballet Cendrillon que es va estrenar a Londres el 1822 i a París l'any següent. Durant el Trienni Liberal (1820-1823) Carlos, el germà de Fernando Sor, fa viatges per Barcelona, Madrid, París i Londres. Quan està a Londres es troba diverses vegades amb el seu germà. Fernando li dedica les Varacions sobre l'ària “O Cara Armonia” de la Flauta Màgica de Mozart op. 9. Aquestes variacions es poden considerar l'obra més important o l'obra més coneguda de Fernando Sor, ja que forma part del repertori essencial de la guitarra clàssica.

## L'Obra
L'obra està composta a partir del tema Das klinget so herrlich (O Cara Armonia, en italià) de l'òpera La Flauta Màgica de WA Mozart que veiem a la Figura 1

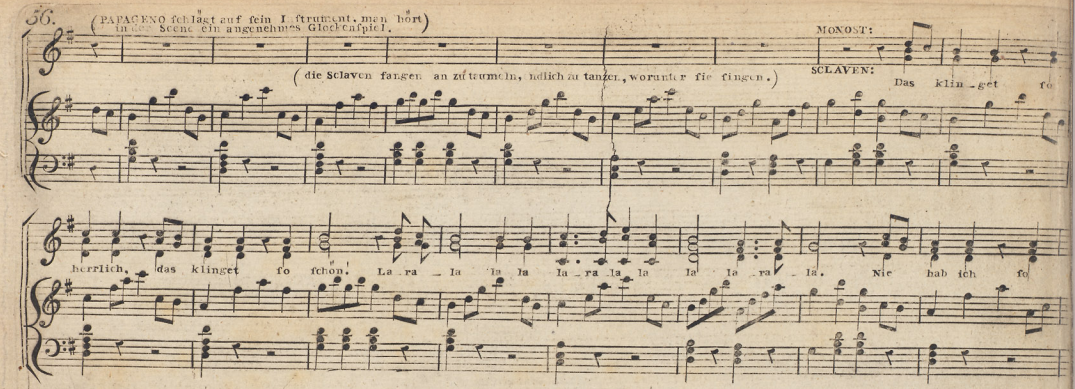
Figura 1: Motiu original de WA Mozart

A la Figura 2 tenim el tema de l'obra de Sor referent a l'ària de Mozart.
Consta d'una Introducció amb tempo lent Andante, el tema Andantino i quatre variacions, una en menor (la tercera) en la seva primera edició. Posteriorment se li afegeix una cinquena variació i una Coda per a un final més brillant
L'obra està escrita en un moment en què Ferran Sor tenia una gran activitat concertística. El caràcter virtuós de l'obra resultava molt atractiu per al públic assistent. Una altra atracció cap a aquest tipus d'obres era reconèixer temes de moda del moment, com a obres de compositors més reconeguts com Mozart.

Durant la seva estada a Londres, les seves obres es publicaven en aquesta mateixa ciutat o a París. Les creacions que es publicaven a Londres es donaven a conèixer principalment a partir de la Royal Harmonic Institution (RHI). Les Variacions op. 9 estan registrades a l'entrada d'aquesta entitat a dia d'1 de març de 1821. Molt possiblement, l'obra va ser estrenada aquell mateix any pel mateix compositor en un dels seus freqüents recitals de guitarra. 

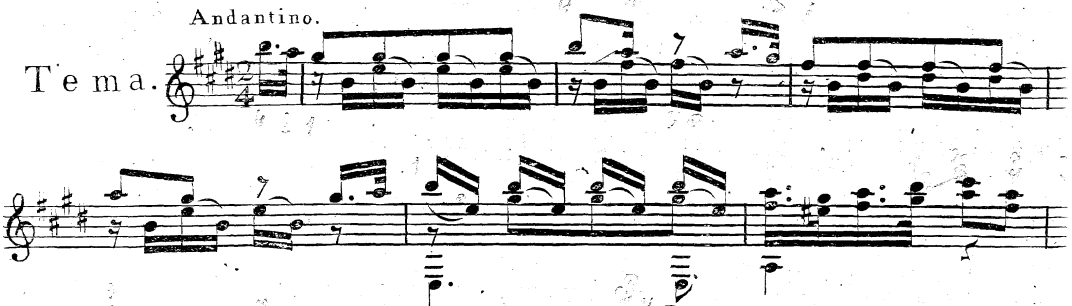
Figura 2: Tema de l'obra de Sor

Una de les interpretacions referència es troba a l'àlbum Fernando Sor: Goyescas, Seguidillas, Boleras, de Xavier Díaz-Latorre, realitzada amb guitarra romàntica. També tenim una versió amb guitarra actual del guitarrista Manuel Barrueco